# Saša Živec
Saša Aleksander Živec (* 2. dubna 1991, Šempeter pri Gorici, SFR Jugoslávie) je slovinský fotbalový útočník či krajní záložník, od srpna 2014 působící v polském klubu Piast Gliwice. Mimo Slovinsko působil na klubové úrovni v Bulharsku. Je bývalým mládežnickým reprezentantem Slovinska.

## Klubová kariéra
Svoji fotbalovou kariéru začal v ND Gorica. V mládeži nastupoval také za NK Primorje, kde se před sezonou 2009/10 propracoval do prvního týmu. Po roce zamířil do bulharském klubu CSKA Sofia, s nímž vyhrál bulharský Superpohár. V klubu působil pouze půl roku. Poté se vrátil do Slovinska a podepsal kontrakt s NK Domžale. V zimním přestupovém období ročníku 2012/13 odešel hostovat do ND Gorica. S klubem v sezoně 2013/14 získal slovinský fotbalový pohár, i když na jaře 2014 nastupoval za Domžale, kam se vrátil po skončení hostování.

### Piast Gliwice
V srpnu 2014 přestoupil do polského klubu Piast Gliwice, kde podepsal dvouletou smlouvu.

#### Sezona 2014/15
5. 10. 2014 si v rámci utkání 11. kola proti Legii Waršava odbyl premiéru v dresu Piastu Gliwice, když v 77. minutě vystřídal Mateje Ižvolta a jeho tým výhrál 3:1. V ročníku si připsal celkem 19 ligových startů, v nichž branku nevsítil.

#### Sezona 2015/16
V 3. ligovém kole vsítil svoji první branku v sezoně a zároveň premiérovou za Piast v střetnutí proti týmu Górnik Zabrze (výhra Piastu 3:2), když dal první gól svého týmu. V zápase 5. kola (15. srpna 2015) vsítil 85. minutě rozhodující branku proti Legii Varšava (zápas skončil 2:1 pro Gliwice). Své třetí branky v ročníku docílil proti týmu Pogoń Szczecin, ale pouze mírnil prohru svého týmu 1:3. 5. listopadu prodloužil s klubem smlouvu do léta 2018. Svůj čtvrtý gól vsítil v nadstavbové části proti klubu Lech Poznań (remíza 2:2), když v 51. minutě snižoval na 1:2. Popáté se střelecky prosadil v zápase s Pogoń Szczecin v nadstavbové části, když v 10. minutě vstřelil úvodní branku střetnutí (utkání nakonec skončilo 2:1 pro Gliwice). V ročníku 2015/16 nastoupil k 26 zápasům, ve kterých dal 5 gólů. V sezoně s týmem dosáhl historického umístění, když jeho klub skončil na druhé příčce a kvalifikoval se do druhého předkola Evropské ligy UEFA.

#### Sezona 2016/17
S Piastem se představil ve 2. předkole Evropské ligy UEFA, kde klub narazil na švédský tým IFK Göteborg, kterému podlehl 0:3 a remízoval s ním 0:0 (v tomto utkání Saša nenastoupil). Poprvé v sezoně se prosadil v utkání 2. kola hraného 24. 7. 2016 proti Wisłe Płock (výhra 2:1), v 18. minutě vyrovnával na průběžných 1:1.

## Klubové statistiky
Aktuální k 28. květnu 2016
| Sezona  | Klub              | Soutěž      | Zápasy | Góly |
| ------- | ----------------- | ----------- | ------ | ---- |
| 2009/10 | NK Primorje       | 2. SNL      | 17     | 0    |
| 2010/11 | NK Primorje       | 1. SNL      | 31     | 2    |
| 2011/12 | CSKA Sofia        | A Grupa     | 3      | 0    |
| 2011/12 | NK Domžale        | 1. SNL      | 4      | 3    |
| 2012/13 | NK Domžale        | 1. SNL      | 10     | 2    |
| 2012/13 | ND Gorica (host.) | 1. SNL      | 13     | 2    |
| 2013/14 | ND Gorica (host.) | 1. SNL      | 18     | 4    |
| 2013/14 | NK Domžale        | 1. SNL      | 7      | 4    |
| 2014/15 | NK Domžale        | 1. SNL      | 6      | 1    |
| 2014/15 | Piast Gliwice     | Ekstraklasa | 19     | 0    |
| 2015/16 | Piast Gliwice     | Ekstraklasa | 26     | 5    |

## Reprezentační kariéra
Živec odehrál v letech 2010–2011 dva přátelské zápasy za slovinskou mládežnickou reprezentaci U21.